# Тугургой
Тугургой (рос. Тугургой; адиг. Тыгъургъой) — аул Теучезького району Адигеї Росії. Входить до складу Тлюстенхабльського міського поселення.
Населення — 380 осіб (2015 рік).